# Robert Driancourt
Ne doit pas être confondu avec Jean Driancourt.
Robert Driancourt, né le 2 avril 1905 à Paris 16e et mort le 6 mai 1996 à Évry, est un coureur cycliste français.

## Biographie
Il est le frère ainé de Jean Driancourt, qui fut aussi coureur cycliste.
Il débute le cyclisme en 1923 à Lutèce Sportif où il reçoit les conseils de la « maman des coureurs » Rosine Picquart et de son second Roger Narteau. Sa première course est le Premier Pas Dunlop 1923 où il termine 4e dans sa série et 18e de la finale, malgré une crevaison. Il s’aligne peu après dans le Premier Essor, où il termine 3e de sa série et 2e du classement général, puis 5e dans la finale du Circuit Saving et 4e dans le Prix Luciano.
Pendant la saison 1924, il se classe 15 fois dans les 4 premiers : il triomphe dans le Prix La Torpille-Mouette, 3e dans le Prix de Créteil, 6e dans le Challenge Lévy, 4e dans le Prix Barberou, 3e dans le Prix Carvin et 3e encore dans le Prix Phil-Pélissier. il va ensuite triompher dans cinq épreuves successives : le Grand Prix de Meudon, puis dans le Grand Prix de Vanves et ensuite dans le Grand Prix de Fontenay qui réunit plus de 400 concurrents sur le circuit de Bièvres. Il triomphe dans le Prix Meunier Royal France et dans le Prix Manola. Dans le Grand Prix de Suresnes, il est 3e et obtient la même place dans Paris-Dieppe. Il récolte encore une place de second à Nanterre et une de 3e à Joinville.
En 1925, il décroche une belle seconde place dans le Challenge Rosine-Picquart. Dans Paris-Chartres, il se classe huitième. Dans le Critérium des Comingmen, organisé par le V.C.P. et l'Aéro-Sports, courue sur 100 kilomètres, avec entraîneurs à bicyclette, sur la piste de l'autodrome de Montlhéry, il accomplit une superbe performance. Il est l’auteur des démarrages qui vont disloquer le peloton, et aux deux tiers de la course, il n’a plus que René Brossy dans sa roue. Tous les autres ont été lâchés. Malgré tous ses efforts, il ne peut décramponner le champion de Joinville Sportif, qui le bat au sprint,,. Enfin, dans le Championnat de Paris Sportif, enlevé par Jules Merviel, il est dans le peloton de tête, et se classe 5e au sprint. Il se classe second dans la finale de la première épreuve hebdomadaire de la course de la médaille.
En 1926, il gagne le Critérium des Comingmen, en 1927, le Circuit de Choisy-le-Roi.
Il court sur piste en vitesse et américaine, notamment avec son frère Jean.
En 1932, il est 5e de Paris-Orléans et 7e dans Paris-Briare. En 1933, il termine 6e du circuit de l'Est et 7e dans Paris-Riva Bella.
Après la Seconde Guerre mondiale, il dirige l'équipe du Club Cycliste Vierzonnais, il découvre notamment Georges Meunier

## Palmarès sur route

### Palmarès amateur
- 1924
  - 3e de Paris-Dieppe
- 1925
  - Championnat sur route du Lutèce-Sportif[18]
  - 2e de Critérium des Comingmen
- 1926
  - Critérium des Comingmen
- 1927
  - Paris-Creil et retour[19]
  - Circuit de Choisy-le-Roi
- 1928
  - 2e de Paris-Montargis[20]